# اوام‌اکس استکهلم ۳۰
اوام‌اکس استکهلم ۳۰ (انگلیسی: OMX Stockholm 30) شاخص بازار سهام بورس اوراق بهادار استکهلم است، که از ۳۰ شرکت شاخص فعال در بورس استکهلم تشکیل می‌شود.